# دائرة إن أميناس
دائرة إن أميناس أو دائرة إن أمناس، إحدى دوائر ولاية إليزي الجزائرية. عاصمتها بلدية إن أمناس.

## بلديات دائرة جانت
تتكون دائرة جانت من ثلاثة بلديات وهي :
- بلدية إن أميناس
- بلدية برج عمر إدريس
- بلدية دبداب

## وصلات أخرى

### وصلات داخلية
- إن أميناس
- برج عمر ادريس
- دبداب